# Mekarsari (Naringgul)
Mekarsari is een bestuurslaag in het regentschap Cianjur van de provincie West-Java, Indonesië. Mekarsari telt 4082 inwoners (volkstelling 2010).